# Sièges
Les Sièges, commune française de l'Yonne.
Sièges est une ancienne commune du département du Jura, disparue en 1947 lors de son incorporation à Viry.
Son code Insee était 39516.

## Géographie

### Situation
Alphonse Rousset rappelle sa situation géographique et administrative en 1855 : appartenant à l'arrondissement de Saint-Claude, au canton des Bouchoux, dépendant de la distribution de poste de Molinges et appartenant à la paroisse de Lavancia.

### Hydrographie
Sièges est traversé par le ruisseau des Gorges.

## Histoire
En 1944, le village fait partie des quelques villages jurassiens complètement brûlés par les Allemands. Le 11 avril, le lieutenant Darthenay et André Bésillon y sont torturés et fusillés.
Le village se situe à la frontière entre les régions Rhône-Alpes et Franche-Comté. Un arrêté préfectoral du 26 novembre 1946 a décidé de son rattachement (par fusion simple) à la commune de Viry. Cette fusion fut effective le 12 avril 1947 (le lendemain de la publication au Journal officiel de la République française).

## Population
D'après Alphonse Rousset, la population au fil du temps est la suivante ;
- 1790 : 199 habitants ;

- 1846 : 172 habitants ;

- 1851 : 185 habitants (dont 95 hommes et 90 femmes).

## Culture et patrimoine

### Lieux et monuments
- chapelle Saint-Michel de Sièges[3] : elle contient plusieurs éléments de mobilier classé à la base Palissy. En particulier : une cloche[4], un Christ en croix[5], une statuette (angelot)[6] et une Vierge à l'Enfant[7]

- cimetière

- Il y a une stèle à Sièges érigée en hommage à Élisée Alban Darthenay, André Besillon ainsi qu'aux autres résistants abattus le 11 avril 1944[8].

### Personnalités liées à la commune
- Élisée Alban Darthenay y est abattu avec 4 autres résistants le 11 avril 1944[9],[10].